# Les Neiges du Kilimandjaro (recueil)
Pour les articles homonymes, voir Les Neiges du Kilimandjaro.
Les Neiges du Kilimandjaro (The Snows of Kilimanjaro and Other Stories) est un recueil de nouvelles d’Ernest Hemingway, publié en 1961 en anglais. L’ouvrage regroupe les meilleures nouvelles de l’auteur, toutes reprises du recueil The Fifth Column and the First Forty-Nine Stories, paru en 1938. 
En France, le recueil paraît dès 1957 et ajoute au choix de l’édition anglaise la nouvelle Dix Indiens.

## Liste des nouvelles du recueil
- Les Neiges du Kilimandjaro  (The Snows of Kilimanjaro)
- Un endroit propre et bien éclairé (A Clean, Well-Lighted Place)
- Une journée d’attente (A Day's Wait)
- Le Vieil Homme près du pont (Old Man at the Bridge)
- Le Joueur, la Religieuse et la Radio (The Gambler, the Nun, and the Radio)
- Pères et Fils (Fathers and Sons)
- Dans un pays étranger (In Another Country)
- Les Tueurs (The Killers)
- Ça ne risque pas de vous arriver (A Way You'll Never Be)
- Cinquante mille dollars (Fifty Grand)
- L'Heure triomphale de Francis Macomber (The Short Happy Life of Francis Macomber)

En France, le recueil ajoute :
- Dix Indiens (Ten Indians)

D'autres éditions francophones au même titre paraissent par la suite (ex. La Petite Ourse, Lausanne, 1966), à partir de la même traduction Gallimard/Duhamel, mais avec un choix de nouvelles plus restreint.